# Horst P. Horst
Horst P. Horst (* 14. August 1906 in Weißenfels als Horst Paul Albert Bohrmann; † 19. November 1999 in Palm Beach Gardens, Florida, USA) war ein US-amerikanischer Fotograf deutscher Abstammung. Er wird zu den bedeutenden Modefotografen des 20. Jahrhunderts gezählt und wurde durch seine Fotos für die Modezeitschrift Vogue und für seine Porträts prominenter zeitgenössischer Personen bekannt.

## Leben und Werk
Horst wurde als Horst Paul Albert Bohrmann, zweiter Sohn des wohlhabenden Kaufmanns Max Bohrmann und seiner Ehefrau Klara (geb. Schönbrodt) geboren. Wegen einer leichten Tuberkulose verbrachte er in den frühen 1920er Jahren ein Jahr in einem Schweizer Sanatorium. Nach einem abgebrochenen Studium der Sinologie in Frankfurt am Main arbeitete er als Angestellter in einer Import-/Exportfirma. Ende der 1920er Jahre studierte er Architektur an der Kunstgewerbeschule in Hamburg. 
1930 setzte er seine Studien in Paris bei dem Architekten Le Corbusier fort. Horst war homosexuell. Er lernte den Cheffotografen der französischen Vogue George Hoyningen-Huene kennen, dessen Liebhaber und häufiges Modell er für einige Jahre wurde und durch den er zur Fotografie kam. Bereits im gleichen Jahr 1931 erschien in der französischen Vogue eine ganzseitige Anzeige, für die er ein Modell in schwarzem Samt fotografierte. Bekannt wurde Hoyningen-Huenes Fotografie Horst as an ancient Greek horseman von 1932. Bei einem Besuch mit Hoyningen-Huene in London lernte er den Fotografen Cecil Beaton kennen, der ihn bat, für die britische Ausgabe der Vogue zu arbeiten. Seinen Durchbruch als Fotograf schaffte er mit dem Erscheinen der ersten britischen Vogue-Ausgabe am 30. März 1932, für die er ein ganzseitiges Porträt der Tochter von James Hamet Dunn, einem Kunstmäzen und Förderer des Surrealismus, fotografierte. Für dieses Modemagazin war er in folgenden Jahren in den wichtigsten damalige Modezentren (Paris, London, New York) tätig. Ab 1936 führte er eine dreijährige Beziehung mit dem angehenden Filmregisseur Luchino Visconti, der damals in Paris Assistent von Jean Renoir war; gemeinsam reisten sie nach Hollywood.
Im August 1939 entstand mit Mainbocher-Korsett sein bekanntestes Werk. Es war seine letzte Arbeit in Paris. Danach siedelte er in die Vereinigten Staaten über, war von 1942 bis 1945 im Zweiten Weltkrieg Sergeant der US-Armee und erwarb die amerikanische Staatsbürgerschaft. Gleichzeitig nahm er den Namen Horst P. Horst an.  1947 bezog Horst sein Haus in Oyster Bay auf Long Island. 1938 lernte er den britischen Diplomaten Valentine Lawford (1911–1991) kennen, mit dem er bis zu dessen Lebensende zusammen lebte und der sein Biograf wurde. Das Paar adoptierte einen Sohn, Richard J. Horst. 1977 war er an der von Manfred Schneckenburger organisierten documenta 6 in Kassel beteiligt. Er inszenierte und fotografierte viele Prominente wie Marlene Dietrich, Nicolas de Gunzburg, Yves Saint Laurent, Gloria Vanderbilt sowie den Herzog von Windsor. Weniger bekannt sind seine Aktfotografien.